# Macropygia nigrirostris
La tórtola cuco piquinegra o tórtola cuco de pico negro (Macropygia nigrirostris)  es una especie de ave columbiforme de la familia Columbidae endémica de Nueva Guinea, el archipiélago Bismarck y algunas islas menores aledañas.

## Distribución y hábitat
La tórtola cuco piquinegra se encuentra en el norte de Nueva Guinea, las islas del archipiélago Bismarck, las islas de Entrecasteaux, Yapen y otras islas menores próximas a las costas de Nueva Guinea. Su hábitat natural son los bosques tropicales húmedos.